# Академия исполнительских искусств в Праге
Академия музыкальных искусств в Праге (чеш. Akademie múzických umění v Praze, AMU) — высшее учебное заведение Чехии, направленное на подготовку работников в сфере исполнительского искусства, расположенное в Праге. В качестве независимой институции была образована в 1945 году на основе Высшей школы Пражской консерватории (чеш. Mistrovská škola pražské konzervatoře), выделившейся в составе Пражской консерватории в 1919 году. Учебные занятия начались в 1946. Помимо музыкального факультета (Hudební fakulta-HAMU) Академия включает в себя также театральный факультет (Divadelní fakulta-DAMU) и факультет кино и телевидения (чеш. Filmová a televizní fakulta AMU — FAMU).

## Адрес
Академия музыкальных искусств расположена в центре Праги в нескольких исторических зданиях. Ректорат находится в Хартиговском дворце в Мало-Стране, который связан с Лихтенштейнским дворцом, в котором размещается Музыкально-танцевальный факультет Академии. Театральный факультет Академии расположен в Кокоржовском дворце, а факультет кино и телевидения во Дворце Лажанских. В основном здании AMU также размещены студии AMU и FAMU в Старом городе.

## Факультеты
- Музыкально-танцевальный факультет[чеш.] (чеш. Hudební a taneční fakulta — HAMU)[2]
- Театральный факультет (чеш. Divadelní fakulta — DAMU)[3]
- Факультет кино и телевидения (чеш. Filmová a televizní fakulta — FAMU)[4]

## Международное сотрудничество
Академия является членом Ассоциации европейских университетов (EUA) и Европейской лиги институтов искусств (ELIA),, благодаря которым она участвует в европейской образовательной политике (например, в Конференции EUA по качеству в Гётеборге в ноябре 2013 года). Факультет кино и телевидения является членом Международной ассоциации школ кино и телевидения (CILECT), и Европейской группы школ кино и телевидения (GEECT). Театральный факультет является членом Европейской сети учебных центров администрирования в сфере культуры (англ. European Network of Cultural Administration Training Centres).

## Учебные программы
| - Драматическое образование - Альтернативный и кукольный театр - Театр с акцентом на авторское творчество и педагогику - Исполнение - Продюсирование - Альтернативный и кукольный театр — режиссура/драматургия - Альтернативный театр — режиссура/драматургия - Драматический театр — режиссура/драматургия - Сценография - Сценография альтернативного и кукольного театра - Сценография альтернативного театра - Теория и критика - Мультипликация - Аудиовизуальные исследования - Документалистика - Операторское дело - Продюсирование - Режиссура - Сценарий и драматургия - Монтаж - Звукорежиссура - Фотография | - Арфа - Валторна - Виола - Виолончель - Вокал - Гитара - Гитара — джаз - Гобой - Дирижирование - Звукорежиссура - Клавесин - Кларнет - Композиция - Контрабас - Контрабас — джаз - Музыкальный менеджмент - Музыкальное продюсирование - Музыкальная режиссура | - Наука о танцах - Невербальный и комедийный театр - Оперная режиссура - Орган - Пантомима - Педагогика танца - Пианино - Саксофон — джаз - Скрипка - Теория музыки - Тромбон - Туба - Труба - Ударные инструменты - Ударные инструменты — джаз - Фагот - Флейта - Фортепиано — джаз - Хореография |

## Почётные доктора
Звание почётного доктора Академии получили такие известные деятели как: Вацлав Гавел (1996), Милош Форман (1998), Чарльз Маккеррас (1999), Карел Гуса (2000), Иржи Килиан (2000), Отомар Крейча (2002), Ян Шванкмайер (2003), Йозеф Сук (2003), Радован Лукавский (2005), Олег Табаков (2008), Нородом Сиамони (2010), Зузана Ружичкова (2011), Вуди Васюлка (2011), Юрий Норштейн (2014), Ладислав Смочек (2015), Йиржи Белоглавек (2016), Агнешка Холланд (2017).